# Warsaw (Illinois)
Warsaw è un comune degli Stati Uniti d'America, situato nello Stato dell'Illinois, nella contea di Hancock.